# Law & Order: Organized Crime
Law & Order: Organized Crime (No Brasil: Lei & Ordem: Crime Organizado) é uma série de drama policial americana que estreou em 1 de abril de 2021 na NBC. Um spin-off da longa série Law & Order: Special Victims Unit (SVU), e a sétima série da franquia Law & Order, a série é estrelada por Christopher Meloni como Elliot Stabler, reprisando seu papel na SVU. O programa apresenta um enredo de "arco único" que levará vários episódios para ser resolvido. Em maio de 2021, a série foi renovada para uma segunda temporada que consistirá em 22 episódios. A segunda temporada estreou em 23 de setembro de 2021. A série foi renovada em maio de 2022 para uma terceira temporada, que estreou em 22 de setembro de 2022.

## Premissa
Na maior cidade do país, os membros cruéis e violentos do submundo são caçados pelos detetives do Escritório de Controle do Crime Organizado. Estas são suas histórias.

– Narração de abertura falada por Steven Zirnkilton
A série gira em torno do personagem Elliot Stabler, um detetive veterano que retorna ao NYPD em Nova York após o assassinato de sua esposa. Stabler se junta à Força-Tarefa contra o Crime Organizado, liderada pela sargento Ayanna Bell.

## Produção

### Desenvolvimento
Em 31 de março de 2020, a NBC deu um pedido de 13 episódios para um novo drama policial estrelado por Meloni como seu personagem de Law & Order: Special Victims Unit, Elliot Stabler. Dick Wolf, Arthur W. Forney e Peter Jankowski atuam como produtores executivos, com Matt Olmstead sendo visto como showrunner e escritor. A série veio após o contrato de cinco anos de Wolf com a Universal Television, que servirá como produtora da série junto com a Wolf Entertainment.
A série foi originalmente planejada para ser criada no final da vigésima primeira temporada de Law & Order: Special Victims Unit, com a esposa e o filho de Stabler de volta. O episódio também teria revelado o paradeiro da família Stabler após a partida de Meloni como o personagem na temporada doze. Quando questionado se o enredo aconteceria ou não na estreia da vigésima segunda temporada, o showrunner Warren Leight de Law & Order: Special Victims Unit disse que "está muito claro que Elliot estará na abertura da temporada SVU". Craig Gore foi escolhido para ser o escritor da série, mas foi demitido por Wolf em 2 de junho de 2020, por postagens polêmicas no Facebook sobre saqueadores e o toque de recolher imposto em Los Angeles devido a protestos sobre o assassinato de George Floyd. Gore havia se listado como co-produtor executivo da série em seu perfil no Facebook, mas Meloni anunciou que Olmstead seria o showrunner da série, não Gore. No mesmo dia, o título da série foi revelado como Law & Order: Organized Crime. O primeiro teaser da série foi lançado durante o |30 Rock: A One-Time Special em 17 de julho. Em julho, Meloni afirmou que ainda não tinha visto o roteiro e os escritores ainda estavam trabalhando na história.. Em outubro, Olmstead deixou o cargo de showrunner, e mais tarde foi substituído por Ilene Chaiken em dezembro. Em 14 de maio de 2021, a NBC renovou a série para uma segunda temporada, que estreou em 23 de setembro de 2021.

## Episódios
| Temporada | Temporada | Episódios | Episódios | Originalmente lançado  | Originalmente lançado |
| Temporada | Temporada | Episódios | Episódios | Estreia da temporada   | Final da temporada    |
| --------- | --------- | --------- | --------- | ---------------------- | --------------------- |
|           | 1         | 8         | 8         | 1 de abril de 2021     | 3 de junho de 2021    |
|           | 2         | 22        | 22        | 19 de maio de 2021     | 22 de maio de 2022    |
|           | 3         | ASA       | ASA       | 22 de setembro de 2022 | ( )                   |

## Elenco

### Principal
| Christopher Meloni   | Elliot Stabler          | Regular | Regular | Regular |
| Danielle Moné Truitt | Ayanna Bell             | Regular | Regular | Regular |
| Ainsley Seiger       | Jet Slootmaekers        | Regular | Regular | Regular |
| Tamara Taylor        | Angela "Angie" Wheatley | Regular | Regular | —       |
| Dylan McDermott      | Richard Wheatley        | Regular | Regular | —       |
| Nona Parker Johnson  | Carmen "Nova" Riley     | —       | Regular | —       |
| Brent Antonello      | Jamie Whelan            | —       | —       | Regular |
| Rick Gonzalez        | Bobby Reyes             | —       | —       | Regular |

## Seleção de elenco
Durante a produção da série, em julho de 2020, Meloni anunciou que Mariska Hargitay faria uma aparição especial como sua personagem de Law & Order: Special Victims Unit, Olivia Benson. Em 27 de janeiro de 2021, Dylan McDermott foi escalado para a série, com Tamara Taylor, Danielle Moné Truitt, Ainsley Seiger, Jaylin Fletcher, Charlotte Sullivan, Nick Creegan e Ben Chase se juntando no seguinte mês. No final de março, foi relatado que Nicky Torchia, Michael Rivera e Ibrahim Renno apareceriam em papéis recorrentes. Em março, foi revelado que alguns dos atores que interpretaram membros da família Stabler já em 1999, em episódios de Law & Order: Special Victims Unit, apareceriam na nova série, incluindo Allison Siko como a filha mais velha Kathleen e Jeffrey Scaperrotta como filho Dickie, enquanto Isabel Gillies apareceu como a esposa logo assassinada Kathy no episódio de Law & Order: Special Victims Unit que vê o retorno dos Stablers a Nova York, preparando o cenário para a nova série. Em agosto, Ron Cephas Jones, Vinnie Jones, Lolita Davidovich, Mykelti Williamson, Guillermo Díaz e Dash Mihok se juntaram ao elenco em papéis recorrentes na segunda temporada.

### Filmagens
Como Law & Order: Special Victims Unit, a série é filmada em locações em Nova York. A produção da série estava programada para começar em agosto de 2020, mas foi anunciado em setembro que a série era a única produzida pela Wolf Entertainment a não ter uma data de início de produção. A série mais tarde começou a ser produzida em 27 de janeiro de 2021, durante a pandemia de COVID-19, com Meloni e Hargitay compartilhando fotos no set. Nos meses seguintes, a produção da série foi interrompida duas vezes devido a dois testes de COVID-19 positivos; apesar da parada, foi anunciado que a série ainda iria estrear na mesma data.
Em 19 de julho de 2022, um membro da equipe da série Law & Order: Organized Crime foi morto a tiros no set de filmagem da série da terceira temporada em Nova York.